# Idaea helianthemata
Idaea helianthemata är en fjärilsart som beskrevs av Pierre Millière 1870. Idaea helianthemata ingår i släktet Idaea och familjen mätare. Inga underarter finns listade i Catalogue of Life.